# بلوز راک
بلوز راک (انگلیسی: Blues rock) سبکی است که در آن موسیقی راک با بداهه‌نوازی‌های بلوز ترکیب می‌شود. برای ایجاد چنین موسیقی اغلب از سازهایی مانند گیتار الکتریکی، پیانو، گیتار بیس و درام کیت استفاده می‌شود. صدای گیتار در این سبک از موسیقی، دیستورشن شده است.
تاریخچه این سبک از اوایل و اواسط دهه ۶۰ میلادی، در انگستان و ایالات متحده شروع می‌شود. در دههٔ هفتاد میلادی، این نوع موسیقی با ریف‌های بیشتر و در مجموع با صدایی خشن‌تر ارائه می‌شد. در اوایل دهه ۷۰ میلادی، تعیین یک مرز مشخص بین این سبک و موسیقی هارد راک به سختی ممکن بود. از هنرمندان مشغول در این سبک می‌توان به کرییم، رولینگ استونز، د یاردبردز، اریک کلپتن، بث هارت و استیوی ری وان اشاره نمود. همچنین هنرمندانی همچون لد زپلین و دیوید گیلمور تأثیر بسیاری از بلوز راک دریافت نموده‌اند.